# Facultad de Comunicaciones (Universidad de Antioquia)
La Facultad de Comunicaciones y Filología de la Universidad de Antioquia se encuentra ubicada en la ciudad de Medellín, Colombia. Es una unidad académica fundada en 1990 pero con trayectoria académica desde 1960, dedicada al estudio, la investigación, la producción, conservación y difusión de las disciplinas relacionadas con el periodismo, la lingüística y literatura y las comunicaciones.
La Facultad se encuentra en la Ciudad Universitaria. En el bloque 12 se concentra la mayor parte de sus actividades, mientras en el bloque 10 se encuentran los laboratorios de fotografía, televisión, De la Urbe y Altaír.

## Historia
Por recomendaciones de la Conferencia Interamericana de Prensa, promovida por el Centro Internacional de Estudios Superiores de Periodismo y Comunicación para América Latina -CIESPAL- y reunida en Quito, en mayo de 1960; la Asamblea Departamental, por medio de la Ordenanza Nº26 de octubre de 1960, le solicitó a la Universidad de Antioquia establecer una Escuela de Periodismo, con el fin de formar profesionales para el ejercicio del periodismo. Una de las principales inquietudes de la Conferencia fue la consideración y estudio de pensúmes, a nivel universitario, para las Escuelas de Periodismo. A esta reunión acudió el periodista y director del periódico El Colombiano, Fernando Gómez Martínez, quien estimuló la creación.
El Consejo Superior de la Universidad mediante el Acuerdo N.º 4 del 5 de diciembre de 1960, creó la Escuela de Periodismo, bajo la dependencia de la Facultad de Educación, y con un plan de estudios de tres años. Consecutivamente, y en seguida de una evaluación efectuada por docentes de la Universidad de Texas, se cambiaron algunas de las materias del pénsum.
Según el Acuerdo N.º 11, del 11 de marzo de 1965, se cambió el nombre de Escuela de Periodismo por el de Escuela de Ciencias de la Comunicación, y se plantean los subsiguientes objetivos: ofrecer formación moral, intelectual y práctica de profesionales en las variadas ciencias de la comunicación colectiva; aumentar el nivel cultural de los que se desempeñan en actividades de comunicación con el público y propender por la perfección, en todos las áreas de los métodos de comunicación con el público en general.
El 1 de septiembre de 1968 desaparece la Escuela de Ciencias de la Comunicación como unidad académica de la Facultad de Educación, y se transforma en la Sección de Ciencias de la Comunicación, del Departamento de Humanidades de la Facultad de Ciencias y Humanidades, que concede el título de Licenciatura en Ciencias de la Comunicación.
Aparte de las sugerencias de CIESPAL, que concretaron la alineación de los estudios de Periodismo y de Ciencias de la Comunicación en mucho de los programas de Comunicación en Colombia y en América Latina, se hallaron asociaciones como la Federación Interamericana de Relaciones Públicas (FIARP), y el Centro Colombiano de Relaciones Públicas y Comunicación Organizacional (CECORP), que, en los años 70, guiaron la enseñanza de las relaciones públicas en estos programas. En 1970, el programa pasó de la Sección del Departamento de Humanidades al Departamento Académico de la señalada Facultad. Se hizo un cambio curricular en ese año y en 1972, el programa fue destacado por la FIARP como programa piloto para la enseñanza de las relaciones públicas para América Latina, con el fortalecimiento de un área de materias definidas en esta disciplina. En ese año, la Facultad recibió el Premio CINIDREP, por el desempeño cumplido para el desarrollo de este Centro de Documentación en el área de Relaciones Públicas.
Entre 1972 y 1989, el Programa se favoreció de las becas que brindó la Aktion Adveníat, asociación de obispos alemanes, por medio de las cuales varios profesores y egresados de Comunicación Social participaron en el programa de posgraduados en Ciencias de la Información, dirigido por la Universidad de Navarra, en Pamplona (España). Además, algunos docentes del programa se favorecieron con las becas LASPAU y lograron conseguir maestrías en televisión y relaciones públicas.
La Fundación Adenauer patrocinó reuniones regionales para todas las Facultades de Comunicación Social de América Latina y alentó la creación de la Federación Latinoamericana de Facultades de Comunicación Social (FELAFACS), a la cual patrocina aún. De dicha federación hace parte la Asociación Colombiana de Facultades de Comunicación (AFACOM), a la cual la Facultad de Comunicaciones pertenece como socia fundadora y miembro de número. Durante casi todas las etapas, el Decano (a) de la Facultad ha participado en el Consejo Directivo.
En 1975, y con el incremento de los medios audiovisuales, se incrementaron en el programa las materias en este campo, con temas como: lenguaje audiovisual, televisión, cine y reporterismo gráfico. Por estos hechos, los segundos niveles de algunas asignaturas profesionalizantes pasaron a la posición de electivas como materias suplementarias, debido a que el número de 150 créditos, requeridos por la Universidad para la licenciatura y para los pregrados de cuatro años, no se podía extender, según los reglamentos académicos. Por lo cual, actividades como el Plan Variable, las prácticas profesionales y la monografía de grado no contaron con créditos.
Por motivo de la expedición de la ley 51 de 1975, que reglamenta la carrera periodística, la mayor parte de programas de Comunicación Social de Colombia cambiaron su nombre y el título por el de Comunicador Social-Periodista, ya que la ley detallaba que la tarjeta de profesionalización, que debía expedir el Ministerio de Educación a los graduados universitarios de esos programas, debía constar su orientación en periodismo.
Entre 1975 a finales de los noventa hubo cambios en el Programa de Comunicación Social y se agregaron aspectos relacionados con nuevos adelantos de la comunicación como la Comunicación Rural y para el Desarrollo, seguidos de muchas discusiones sobre su organización curricular.
En 1980, con la transformación de la Facultad de Ciencias y Humanidades, el Departamento de Comunicación Social pasó a ser un Departamento de la Facultad de Ciencias Sociales, por medio del Acuerdo n.º 17 del Consejo Académico. Se realizaron cambios parciales al Programa de Comunicación Social, resumiéndose así:
- División de algunas asignaturas del área profesional en teoría y práctica, lo que generó un incremento de horas de práctica en el plan de estudios y en el tiempo dedicado por los estudiantes a algunas materias.
- Eliminación de algunas materias y transformación de cursos obligatorios en cursos electivos, como el caso de Relaciones Públicas II, Publicidad II, Televisión II, cursos esenciales en la carrera de Comunicación Social, pero al ser electivos el alumno tenía la opción de no verlos.
- Disminución de créditos en algunas materias de carácter profesional, para la agregar otras que se solicitaban en ese instante.

En 1984 se mostró una propuesta de reforma al pénsum, que agregó la definición de tres énfasis y un área común de estudios sociohumanísticos. Los énfasis eran Comunicación Audiovisual, Periodismo y Comunicación Institucional. En 1985 la dirección de la Universidad no apoyó la propuesta por suponer que, administrativamente, no era posible el manejo de los énfasis en la Universidad, en ese período.
El 19 de diciembre de 1990, por medio del Acuerdo Superior No 164, se estableció la Facultad de Comunicaciones que agrupó a los departamentos de Comunicación Social y de Lingüística y Literatura, al Centro de Investigaciones y Extensión, y a la Sección de Medios y Producción. Desde la vigencia de la Facultad se crearon dos especializaciones en Comunicación: La de Periodismo Investigativo y la de Comunicación Organizacional (hoy inactivas).
En 1997, y ante una política de la Universidad para la revisión y el rediseño curricular de las carreras de pregrado, las áreas que conforma el Programa de Comunicación Social comenzaron una reflexión en este tema. Durante el proceso nació la propuesta del programa de Periodismo, aceptado en 1999 por el Consejo Académico. Las otras áreas mostraron diagnósticos y prospectivas para su desarrollo.
La Facultad de Comunicaciones recibió el 24 de septiembre de 1999 el Premio Institucional de CECORP, como reconocimiento a 39 años de trabajo persistente en la formación de profesionales del Programa de Comunicación Social.
La Facultad llevó a cabo un proceso de autoevaluación entre los años 2001 y 2002 que arrojó como resultado la identificación de la necesidad de poner en práctica una nueva estrategia y servir cuatro programas de pregrado (o carreras de grado, como se les denomina en otros países) además de proponer varios posgrados. Sobre esto, se puede consultar el informe final del proceso de autoevaluación del programa académico de Comunicación Social-Periodismo con fecha de noviembre de 2001.
Los nuevos programas que surgieron como respuesta a los procesos de revisión son: Comunicaciones, Periodismo, Comunicación Audiovisual y Multimedial y Letras: Filología Hispánica. Además, la Facultad cuenta con cinco programas de posgrado: Maestría en Comunicaciones, Maestría en Literatura Colombiana, Maestría en Lingüística, Doctorado en Literatura y Doctorado en Lingüística.
El 4 de agosto de 2003, mediante la resolución 1.816 del Ministerio de Educación Nacional, el programa de Comunicación Social-Periodismo fue acreditado, para una vigencia de tres años, contados a partir de la fecha de la resolución y reacreditado, posteriormente. Dicho programa no se ofrece en la sede central de Medellín sino en algunas subregiones donde tiene presencia la Universidad de Antioquia.
Los nuevos pregrados que surgieron a partir de 1999 como respuesta a los procesos de autoevaluación de la Facultad son los pregrados en: Periodismo, Comunicaciones, Comunicación
Audiovisual y Multimedial y Letras: Filología Hispánica. Además, La Facultad de Comunicaciones cuenta con cinco programas de posgrado: Maestría en Literatura, Maestría en Lingüística, Maestría en Comunicaciones, Doctorado en Lingüística y Doctorado en Literatura.
A partir de 2008 la Facultad le apostó a la regionalización del pregrado en Comunicación Social, abriendo su oferta en algunos de los municipios donde la Universidad de Antioquia tiene presencia con infraestructura y servicios de docencia como: Caucasia y Carmen de Viboral y posteriormente Andes y Turbo.
Posteriormente, en 2009 se aprueba la creación de la Maestría en Comunicaciones con el propósito de fortalecer la exploración y estudio de un saber teórico y metodológico sobre el
fenómeno de la comunicación en diferentes ámbitos: cultural, mediático, organizacional y digital; y por el otro (investigación aplicada), la intervención sobre problemáticas de la
comunicación en lo que tiene que ver con el cambio social y la gestión de las organizaciones, las relaciones públicas, los medios y las manifestaciones simbólicas de las comunidades. Así mismo, un grupo interdisciplinario de docentes trabaja desde 2014 en la formulación de una Maestría en Periodismo y una Maestría en Investigación y Creación Audiovisual que abrirá su primera cohorte en el año 2017.
La Facultad de Comunicaciones de la Universidad de Antioquia es, en Colombia, la principal escuela que ofrece el estudio de la comunicación, las letras y el periodismo en una institución pública.

## Gobierno
La Facultad está administrada por un decano, quien representa al rector en la Facultad y es designado por el Consejo Superior Universitario para períodos de tres años. Existe un Consejo de Facultad que es decisorio en lo académico y asesor en los demás asuntos. Está integrado así: el Decano, quien preside, El Vicedecano, quien actúa como Secretario con voz y sin voto, el Jefe del Centro de Investigaciones y Extensión, los cuatro coordinadores de pregrado, el coordinador del pregrado regionalizado, un egresado graduado designado por las asociaciones de egresados y que no esté vinculado laboralmente con la Universidad para un período de dos años, un profesor elegido por los profesores de la Facultad en votación universal, directa y secreta para un período de un año y un estudiante elegido por los estudiantes de la misma en votación universal, directa y secreta para un período de dos años. El elegido puede cumplir los requisitos del representante estudiantil ante el Consejo Superior.

## Programas
Pregrado
- Comunicaciones.
- Comunicación Social-Periodismo. (Sólo se ofrece en las seccionales de Andes, Urabá y Sonsón).
- Comunicación Audiovisual y Multimedial.
- Periodismo.
- Filología Hispánica

Posgrado
- Doctorado en Literatura
- Doctorado en Lingüística
- Doctorado en Comunicaciones y Narrativas
- Maestría en Lingüística
- Maestría en Literatura colombiana
- Maestría en Comunicaciones
- Maestría en Creación y Estudios Audiovisuales
- Maestría en Periodismo
- Especialización en Literatura Comparada

## Laboratorios de Docencia
Los laboratorios cumplen una función de apoyo al proceso de enseñanza-aprendizaje a través de la producción de contenidos por los estudiantes, acompañados por los profesores, monitores y auxiliares administrativos.
- De La Urbe: laboratorio de producción periodística
- Altaír: Laboratorio de comunicación digital y producción hipermedia.
- Fotografía: Laboratorio de fotografía digital
- Filología: Laboratorio insonorizado de análisis y registro de voz para estudios lingüísticos, médicos, pedagógicos, traductivos y audiovisuales, entre otros.
- Estudio de Televisión: Espacio de prácticas dotado con iluminación y equipos para producción audiovisual.
- Proyecta: Presentación pública de los resultados de investigación de los estudiantes del Programa de Comunicaciones.

## Revistas especializadas
- Folios: Publicación académica semestral, presenta resultados de investigación y reflexiones sobre comunicación, periodismo y temas afines.

- Estudios de Literatura Colombiana: Publicación periódica semestral, editada por la Maestría en Literatura Colombiana.

- Lingüística y Literatura: Publicación seriada semestral, editada por el departamento de Lingüística y Literatura.

## Proyectos destacados
- Hacemos Memoria: fruto de un convenio de cooperación entre la Universidad de Antioquia y DW Akademie. El proyecto investiga, capacita y propone un diálogo público sobre el conflicto armado y sus memorias.[1]